# André Verdet
André Verdet, nacido el 4 de marzo de 1913 en Niza y fallecido el 19 de diciembre de 2004 en Saint-Paul-de-Vence, es un poeta, pintor, escultor y ceramista francés.

## Datos biográficos

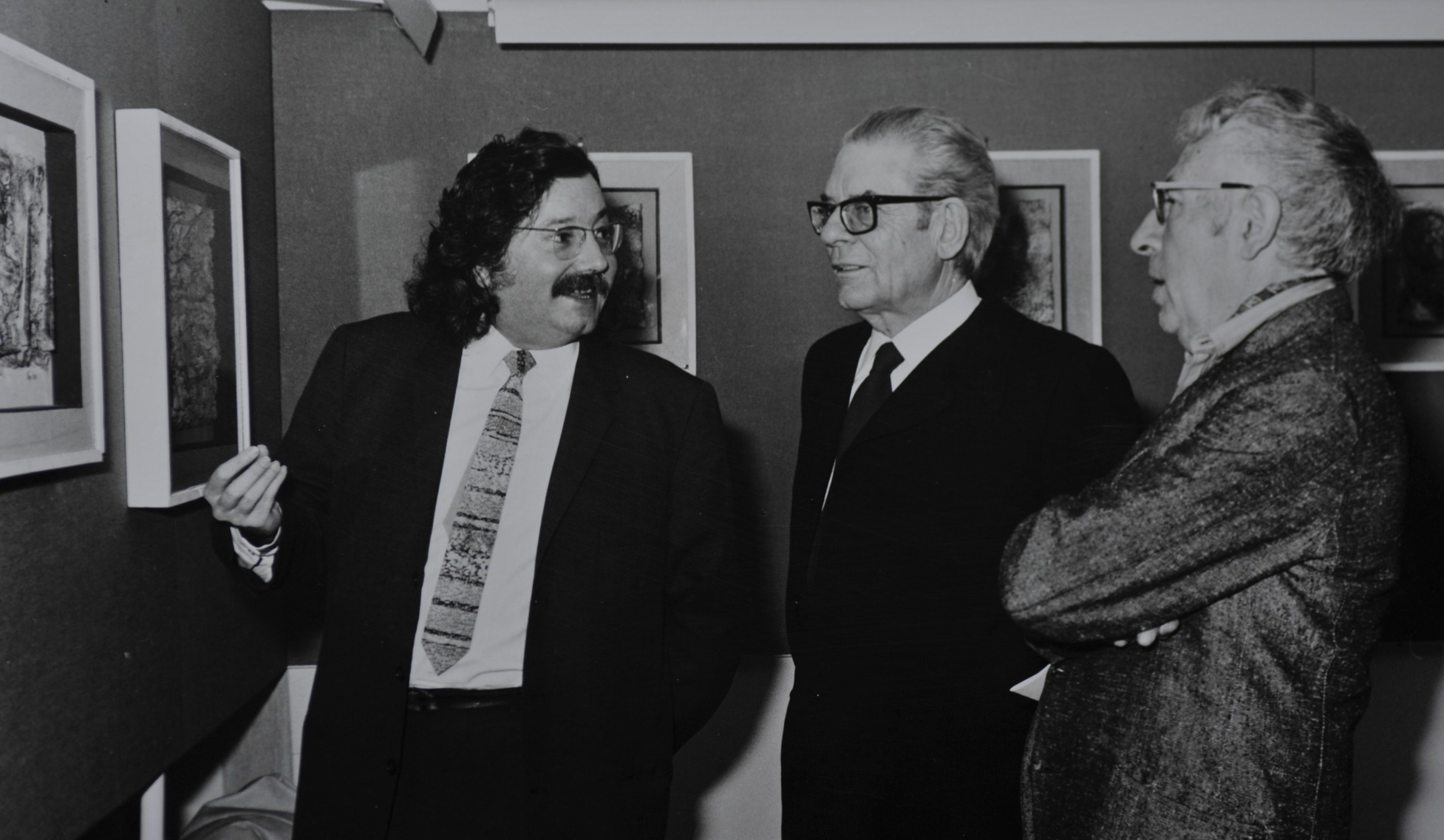
Brajo Fuso (en el centro) con Pierre Restany (a la izquierda) y André Verdet (a la derecha)

André Verdet vivió en Saint-Paul-de-Vence de 1918 hasta su muerte en 2004. Era el mejor amigo, Jean Giono, Jean Cocteau Pablo Picasso, Joan Miró, Marc Chagall Fernand Léger, Edward Gable, Paul Eluard, Alberto Magnelli ... y Jacques Prévert.
Gran resistencia durante la Segunda Guerra Mundial, André Verdet fue muy activo. Fue detenido en 1944 por la Gestapo, encarcelado en la cárcel de Fresnes enviado al Campo de Royallieu en Compiègne, Auschwitz y Buchenwald y liberado en 1945.
Fue Oficial de la Legión de Honor, Medalla de la Resistencia y de la Deportación, Commandeur des Arts et des Lettres.